# Borzicactus
Borzicactus es un género de plantas suculentas  sudamericano perteneciente a la familia Cactaceae. Contiene 10 especies aceptadas.

## Descripción
Las especies de este género son de tamaño pequeño a mediano y se caracterizan por sus tallos cilíndricos o tubulares, que pueden ser solitarios o formar agrupaciones. Pueden crecer hasta 30 cm de altura y 6 cm de diámetro y suelen tener un tono azul verdoso. A menudo están cubiertos de espinas dispuestas en espiral de varias longitudes y colores, y algunas especies tienen tallos retorcidos o enrollados, mientras que otras pueden tener un solo tallo o hábito de crecimiento ramificado.
Las flores son generalmente grandes y coloridas, con tonos que van desde el rosa, el rojo, el amarillo, hasta el blanco y el naranja. Suelen florecer durante los meses de verano y permanecer abiertas durante varios días. Se abren durante el día y son polinizadas por insectos. El fruto es una baya pequeña y esférica que contiene numerosas semillas.
Las plantas de este género son populares entre los coleccionistas de cactus debido a su belleza y adaptabilidad a diferentes condiciones de cultivo, aunque requieren cuidados específicos en cuanto a riego y luz para prosperar adecuadamente. 
Además, una característica notable de Borzicactus es su capacidad de hibridarse fácilmente con otros géneros de cactus como Echinopsis y Lobivia, debido a su estrecha relación evolutiva. La hibridación ha llevado a la creación de muchos híbridos nuevos que combinan rasgos de ambos progenitores.

## Distribución
El área de distribución nativa de este género es el oeste de Sudamérica (Colombia, Ecuador y Perú).

## Taxonomía
El género fue descrito por el botánico italiano Vincenzo Riccobono y publicado por primera vez en la revista científica Bollettino delle Reale Orto Botanico di Palermo 8: 261 en 1909.
Etimología
Borzicactus: nombre genérico formado a partir del prefijo borzi- (que hace referencia al botánico Antonino Borzì (1852-1921), director del jardín botánico de Palermo) y kaktos (que significa ‘cardo’ o ‘planta espinosa’), en alusión al cuerpo esférico y espinoso que presentan las especies de este género.

## Especies aceptadas
Actualmente, el género Borzicactus consta de 10 especies aceptadas según la Plants of the World Online (POWO):
| Imagen | Nombre científico                                 | Distribución                                |
| ------ | ------------------------------------------------- | ------------------------------------------- |
|        | Borzicactus fieldianus Britton & Rose             | Perú                                        |
|        | Borzicactus hutchisonii G.J.Charles               | Perú                                        |
|        | Borzicactus icosagonus (Kunth) Britton & Rose     | Ecuador y Perú                              |
|        | Borzicactus leonensis (Madsen) G.J.Charles        | Ecuador (Azuay)                             |
|        | Borzicactus longiserpens (Leuenb.) G.J.Charles    | Perú                                        |
|        | Borzicactus neoroezlii F.Ritter                   | Perú (Piura)                                |
|        | Borzicactus plagiostoma (Vaupel) Britton & Rose   | Perú                                        |
|        | Borzicactus sepium (Kunth) Britton & Rose         | Desde el suroeste de Colombia hasta Ecuador |
|        | Borzicactus silvaticus Janke                      | Perú                                        |
|        | Borzicactus tenuiserpens (Rauh & Backeb.) Kimnach | Perú                                        |